# All-Ireland Senior Football Championship 1898
L'All-Ireland Senior Football Championship 1898 fu l'edizione numero 12 del principale torneo di calcio gaelico irlandese. Dublino batté in finale Waterford ottenendo il quinto trionfo della sua storia.

## All-Ireland Series
Si disputò la finale tra i campioni del Leinster e del Munster visto che in quell'anno non fu giocato il torneo nell'Ulster e nel Connacht non esisteva ancora. La finale si giocò due anni dopo i tornei provinciali.

### Finale
| Tipperary 8 aprile 1900 | Dublino | 2-08 – 0-04 | Waterford | (1000 spett.) |